# Pásztor Dániel (színművész)
Pásztor Dániel (Budapest, 1999–) magyar színész.

## Életpályája
A dunakeszi Radnóti Miklós Gimnáziumban érettségizett. 2018-2023 között a Színház- és Filmművészeti Egyetem színész szakán tanult. 2023-tól a Katona József Színház tagja.

## Színházi szerepei

### Katona József Színház
- Médeia (2022)
- Moszkva-Peking Transzszimfónia (2022)
- Cseresznyéskert (2023) ... Jása
- EMBTRAG (2023)
- Extázis (2023)
- Jóccakát (2024) ...Fiatalember
- Sárszeg (2024)
- Radical Relax (2024)

## Filmes és televíziós szerepei
- Cella: Letöltendő élet (2023) ... – Zsurka Patrik
- A király (2022) ... – Interpop asszisztens
- A Tanár (2021) ... – Martin

## Díjai
- Pukk-díj (2025)[6]